# 格拉斯许特
格拉斯许特（德語：Glashütte，發音：[ˈɡlaːsˌhʏtə] ⓘ）是德国萨克森州萨克森施韦茨-东厄尔士山县的城市，面积95.64平方千米，2023年12月31日人口为6,581人。格拉斯許特是德國鐘錶重鎮，歷峰集團的朗格錶和斯沃琪集團的格拉蘇蒂原創均在此設總部。